# رومن هوبنیک
رومن هوبنیک (به چکی: Roman Hubník) (زاده ۶ ژوئن ۱۹۸۴) بازیکن فوتبال اهل کشور جمهوری چک است. همچنین پست تخصصی او مدافع است.

## تیم ملی
وی سابقه ۲۳ بازی ملی برای تیم ملی فوتبال جمهوری چک در کارنامه دارد.